# Fritz Simrock
Friedrich August Simrock, conosciuto anche come Fritz Simrock (Bonn, 2 gennaio 1837 – Ouchy, 20 agosto 1901), è stato un editore tedesco.
Oggi è molto conosciuto per aver pubblicato la maggior parte della musica di Johannes Brahms ed Antonín Dvořák.

## Notizie biografiche
Simrock ha pubblicato quasi tutte le composizioni di Brahms dall'Opus 16 all'Opus 120, e tra loro nacque un forte legame di amicizia, tanto che andarono anche in vacanza insieme in Italia. Grazie a Brahms, Simrock conobbe il giovane Antonin Dvořák. Simrock, in genere, pagava molto bene Brahms per la sua musica, ma, nel caso di Dvořák, rifiutò spesso di pubblicare i pezzi orchestrali. Simrock era così coinvolto nella vita dei più famosi musicisti che Joseph Joachim arrivò a credere che sua moglie lo stesse tradendo con Simrock, e Brahms scrisse una famosa lunga lettera che fu citata in giudizio durante il processo per il divorzio di Joachim.